# Titanio pyrenaealis
Titanio pyrenaealis là một loài bướm đêm trong họ Crambidae.